# Branchiomma luctuosum
Branchiomma luctuosum är en ringmaskart som först beskrevs av Grube 1869.  Branchiomma luctuosum ingår i släktet Branchiomma och familjen Sabellidae. Inga underarter finns listade i Catalogue of Life.